# Morti il 29 giugno
| Questa pagina contiene informazioni ricavate automaticamente dalle voci biografiche con l'ausilio del template Bio e di un bot. L'aggiornamento è periodico e automatico e ricostruisce completamente la pagina. Se manca una persona in questa lista, sei pregato di non aggiungerla, ma accertati piuttosto che la sua voce biografica contenga il template Bio e che i dati anagrafici siano correttamente compilati. Se il template Bio manca, inseriscilo tu stesso o, in alternativa, metti l'avviso {{tmp\|Bio}} che ne segnala la mancanza. Se i dati riportati sono sbagliati, correggi direttamente la voce biografica; le modifiche saranno visibili in questa lista entro pochi giorni. Per chiarimenti vedi il progetto biografie. La lista contiene solo le 515 persone che sono citate nell'enciclopedia e per le quali è stato implementato correttamente il template Bio. Pagina aggiornata al 13 ago 2025. |

## III secolo(1)
- 226 - Cao Pi, sovrano cinese (n. 187)

## VI secolo(1)
- 558 - Cassio di Narni, vescovo e santo italiano

## IX secolo(1)
- 888 - Al-Mundhir ibn Muhammad I, emiro (n. 845)

## XI secolo(2)
- 1059 - Bernardo II di Sassonia, nobile tedesco
- 1091 - Federico di Montbéliard, nobile italiano

## XII secolo(4)
- 1140 - Pietro I di Tarantasia, abate e arcivescovo cattolico francese
- 1149 - Raimondo di Poitiers, cavaliere medievale francese
- 1171 - Guglielmo I di Ponthieu, nobile francese
- 1174 - Andrej Bogoljubskij, sovrano

## XIII secolo(1)
- 1252 - Abele di Danimarca, re danese (n. 1218)

## XIV secolo(4)
- 1316 - Raimondo Lullo, filosofo, scrittore e teologo spagnolo (n. 1232)
- 1336 - Federico I di Saluzzo, marchese italiano (n. 1287)
- 1344 - Giovanna di Savoia, nobile (n. 1310)
- 1374 - Jan Milič, religioso e scrittore ceco

## XV secolo(3)
- 1412 - Niccolò Brancaccio, arcivescovo cattolico e cardinale italiano
- 1474 - Drusiana Sforza, nobile (n. 1437)
- 1479 - Roberto Orsini, nobile e condottiero italiano

## XVI secolo(20)
- 1509 - Margaret Beaufort, contessa inglese (n. 1443)
- 1515 - Contessina de' Medici, nobildonna italiana (n. 1478)
- 1520 - Montezuma, sovrano azteco
- 1521 - Francesco Conti, cardinale e arcivescovo cattolico italiano
- 1525 - Alfonso Ariosto, diplomatico italiano (n. 1475)
- 1536 - Bernardo III di Baden-Baden, nobile tedesco (n. 1474)
- 1537 - Henry Percy, VI conte di Northumberland, conte britannico (n. 1502)
- 1562 - Bartolomé de la Cueva y Toledo, cardinale e arcivescovo cattolico spagnolo (n. 1499)
- 1563 - Caterina di Braunschweig-Lüneburg, nobile tedesca (n. 1488)
- 1567 - Konrad von Boyneburg, condottiero tedesco (n. 1494)
- 1572 - Mariano Vittori, umanista, teologo e vescovo cattolico italiano (n. 1485)
- 1575 - Baba Nobuharu, militare giapponese
- 1575 - Naitō Masatoyo, militare giapponese (n. 1522)
- 1575 - Saegusa Moritomo, militare giapponese (n. 1537)
- 1575 - Sanada Nobutsuna, militare giapponese (n. 1537)
- 1575 - Yamagata Masakage, generale giapponese (n. 1524)
- 1576 - Frans van de Velde, vescovo cattolico e teologo olandese (n. 1506)
- 1577 - Andrés de Oviedo, patriarca cattolico e gesuita spagnolo (n. 1518)
- 1583 - Lorenzo Suárez de Mendoza, spagnolo
- 1599 - Caterina Renata d'Asburgo, nobile austriaca (n. 1576)

## XVII secolo(13)
- 1626 - Scipione Cobelluzzi, cardinale, archivista e bibliotecario italiano (n. 1564)
- 1630 - John Mundy, compositore e organista inglese
- 1640 - John Adson, musicista e compositore inglese
- 1659 - Alfonso Mendes, patriarca cattolico e gesuita portoghese (n. 1579)
- 1662 - Philippe Emmanuel de Gondi, militare francese (n. 1581)
- 1662 - Pierre de Marca, arcivescovo cattolico e storico francese (n. 1594)
- 1672 - Francesco Maria Mancini, cardinale italiano (n. 1606)
- 1676 - Hendrik van der Borcht il Giovane, pittore tedesco (n. 1614)
- 1686 - Alessandro Kettler, militare e nobile tedesco (n. 1658)
- 1688 - Ippolito Lante Montefeltro della Rovere, I duca di Bomarzo, nobile italiano (n. 1618)
- 1696 - Michel Lambert, compositore, cantante e liutista francese (n. 1610)
- 1698 - Paluzzo Paluzzi Altieri degli Albertoni, cardinale e arcivescovo cattolico italiano (n. 1623)
- 1700 - Olov Svebilius, arcivescovo svedese (n. 1624)

## XVIII secolo(25)
- 1701 - Pieter Mulier, pittore olandese (n. 1637)
- 1709 - Oronzo Malinconico, pittore italiano (n. 1661)
- 1709 - Antoine Thomas, gesuita e missionario belga (n. 1644)
- 1715 - Claudia De Angelis, religiosa italiana (n. 1675)
- 1725 - Arai Hakuseki, filosofo, scrittore e politico giapponese (n. 1657)
- 1725 - Juan Manuel Fernández Pacheco, nobile spagnolo (n. 1650)
- 1729 - Edward Taylor, poeta, teologo e medico statunitense (n. 1645)
- 1734 - Carlo Francesco Ercole Castelbarco, militare italiano (n. 1699)
- 1734 - Claudio Florimondo di Mercy, generale francese (n. 1666)
- 1742 - Joseph Emanuel Fischer von Erlach, architetto austriaco (n. 1693)
- 1744 - André Campra, compositore e direttore d'orchestra francese (n. 1660)
- 1747 - Jakob Benzelius, arcivescovo luterano e teologo svedese (n. 1683)
- 1749 - Bartolomeo Mazzuoli, scultore italiano (n. 1674)
- 1750 - Jakob Gruber, politico svizzero (n. 1676)
- 1761 - Elisabetta Albertina di Sassonia-Hildburghausen, principessa (n. 1713)
- 1763 - Sébastien Leclerc II, pittore e disegnatore francese (n. 1676)
- 1763 - Hedvig Charlotta Nordenflycht, poetessa svedese (n. 1718)
- 1765 - François Barreau de Chefdeville, architetto francese (n. 1725)
- 1768 - Enrichetto Virginio Natta, cardinale e vescovo cattolico italiano (n. 1701)
- 1770 - Marcin Józef Żebrowski, compositore e musicista polacco (n. 1702)
- 1779 - Anton Raphael Mengs, pittore, storico dell'arte e critico d'arte tedesco (n. 1728)
- 1785 - Gabriele IV di Costantinopoli, arcivescovo ortodosso greco
- 1792 - Elizabeth Drax, nobildonna inglese (n. 1720)
- 1792 - Juan de Velasco, presbitero, gesuita e storico ecuadoriano (n. 1727)
- 1794 - Rozalia Lubomirska, nobildonna polacca (n. 1768)

## XIX secolo(60)
- 1808 - Filippo Maria Renazzi, avvocato e storico italiano (n. 1745)
- 1818 - Carl Philipp Fohr, pittore tedesco (n. 1795)
- 1822 - Pietro Minghelli, pittore e decoratore italiano (n. 1780)
- 1825 - Carlo Zen, arcivescovo cattolico e diplomatico italiano (n. 1772)
- 1828 - Antoine-Alexis Cadet de Vaux, chimico, farmacista e agronomo francese (n. 1743)
- 1831 - Heinrich Friedrich Karl von Stein, politico prussiano (n. 1757)
- 1834 - Ferdinando Arrivabene, patriota, letterato e poeta italiano (n. 1770)
- 1834 - Alexandre-Étienne Choron, musicologo e pedagogista francese (n. 1772)
- 1835 - François-Joseph Dewandre, architetto e scultore belga (n. 1758)
- 1837 - Tiberio Pacca, funzionario italiano (n. 1786)
- 1840 - Luciano Bonaparte, politico e nobile francese (n. 1775)
- 1848 - Jacopo Crescini, drammaturgo, poeta e librettista italiano (n. 1798)
- 1852 - Joseph de Cadoudal, generale francese (n. 1784)
- 1852 - Henry Clay, politico statunitense (n. 1777)
- 1852 - Georg Heinrich von Langsdorff, naturalista, esploratore e scienziato tedesco (n. 1774)
- 1853 - Adrien-Henri de Jussieu, botanico francese (n. 1797)
- 1855 - Delphine de Girardin, scrittrice francese (n. 1804)
- 1855 - FitzRoy Somerset, I barone Raglan, generale britannico (n. 1788)
- 1856 - Edmund Boyle, VIII conte di Cork, ufficiale irlandese (n. 1767)
- 1859 - Davide Caminati, militare italiano (n. 1809)
- 1859 - Carlo Ignazio Giulio, matematico e politico italiano (n. 1803)
- 1860 - Thomas Addison, medico e scienziato britannico (n. 1793)
- 1861 - Elizabeth Barrett Browning, poetessa inglese (n. 1806)
- 1862 - Antonio Angelo Del Sambro, brigante italiano (n. 1827)
- 1862 - Münire Sultan, principessa ottomana (n. 1844)
- 1863 - Ferdinando di Danimarca, principe danese (n. 1792)
- 1863 - Claude-Antoine Girard, politico francese (n. 1803)
- 1870 - James Clark, medico scozzese (n. 1788)
- 1871 - Betsy Balcombe, scrittrice inglese (n. 1802)
- 1875 - Henry Doubleday, entomologo e ornitologo britannico (n. 1808)
- 1875 - Ferdinando I d'Austria, sovrano (n. 1793)
- 1877 - Clorinda Corradi, contralto italiano (n. 1804)
- 1877 - Eugène Razoua, militare, politico e scrittore francese (n. 1830)
- 1877 - Francesco Sulis, politico italiano (n. 1817)
- 1878 - Achille Menotti, politico italiano (n. 1817)
- 1880 - Bernardino Lurati, avvocato e politico svizzero (n. 1829)
- 1881 - Fortunato Padula, ingegnere e politico italiano (n. 1816)
- 1881 - Maurice Raynaud, medico francese (n. 1834)
- 1881 - Michelangelo Rulfi, politico italiano (n. 1808)
- 1885 - Celestino Bianchi, politico e giornalista italiano (n. 1817)
- 1886 - Adolphe-Joseph-Thomas Monticelli, pittore francese (n. 1824)
- 1887 - Gennaro De Filippo, avvocato, magistrato e politico italiano (n. 1816)
- 1887 - Raffaele Molin, naturalista, fisiologo e zoologo italiano (n. 1825)
- 1888 - Pavel Petrovič Vjazemskij, politico, scrittore e storico russo (n. 1820)
- 1889 - Gilberto Govi, fisico, politico e patriota italiano (n. 1826)
- 1889 - Pio Speranza Mazzoni, patriota, medico e agronomo italiano (n. 1828)
- 1890 - Henry Herbert, IV conte di Carnarvon, nobile e politico britannico (n. 1831)
- 1890 - Jean-Joseph Laurens, pittore e litografo francese (n. 1801)
- 1890 - Alexander Parkes, inventore e chimico inglese (n. 1813)
- 1890 - Domenico Spanò Bolani, politico italiano (n. 1815)
- 1892 - Jean-Gustave Courcelle-Seneuil, economista e giornalista francese (n. 1813)
- 1892 - Amédée Mouchez, astronomo francese (n. 1821)
- 1893 - Johann Anton Friedrich Baudri, teologo e vescovo cattolico tedesco (n. 1804)
- 1893 - Friedrich Ludger Kleinheidt, presbitero tedesco (n. 1830)
- 1895 - Desiderato Chiaves, poeta, giornalista e politico italiano (n. 1825)
- 1895 - Thomas Henry Huxley, filosofo e biologo britannico (n. 1825)
- 1895 - Floriano Vieira Peixoto, generale e politico brasiliano (n. 1839)
- 1899 - Cornelio Desimoni, storico e numismatico italiano (n. 1813)
- 1899 - Daniel Fawcett Tiemann, politico statunitense (n. 1805)
- 1900 - Paul Trouillebert, pittore francese (n. 1829)

## XX secolo(235)
- 1902 - Pietro Neri-Baraldi, tenore italiano (n. 1828)
- 1904 - Frederick Goodall, pittore britannico (n. 1822)
- 1904 - Cesare Valperga di Masino, politico italiano (n. 1833)
- 1906 - Albert Sorel, storico francese (n. 1842)
- 1907 - Harriet Morgan, illustratrice, divulgatrice scientifica e naturalista australiana (n. 1830)
- 1907 - Elisabet Ney, scultrice tedesca (n. 1833)
- 1908 - Pierre Louis Jean Ivolas, naturalista francese (n. 1842)
- 1908 - Enrico Paternò Castello di Carcaci, politico italiano (n. 1840)
- 1909 - Charles Champoiseau, diplomatico e archeologo francese (n. 1830)
- 1910 - Wilhelm Spemann, editore tedesco (n. 1844)
- 1910 - Ferdinando d'Orléans, principe francese (n. 1844)
- 1911 - Costantino De Crescenzo, pianista e compositore italiano (n. 1847)
- 1912 - Nikolaj Nikolaevič Sapunov, pittore e scenografo russo (n. 1880)
- 1915 - Diarmaid Ó Donnabháin Rossa, attivista e politico irlandese (n. 1831)
- 1916 - Paolo Capasso, militare italiano (n. 1891)
- 1916 - Virgilio Fossati, calciatore e allenatore di calcio italiano (n. 1891)
- 1916 - Georges Lacombe, pittore e scultore francese (n. 1868)
- 1916 - Edoardo Suarez, militare italiano (n. 1869)
- 1917 - Frans Schollaert, politico belga (n. 1851)
- 1917 - Philippe de Vilmorin, botanico e genetista francese (n. 1872)
- 1918 - Roberto Cozzi, militare italiano (n. 1893)
- 1918 - Angelo Maria Ettinger, abate lussemburghese (n. 1867)
- 1918 - John Fullerton, ammiraglio inglese (n. 1840)
- 1918 - Adrien Lachenal, politico svizzero (n. 1849)
- 1918 - Pilotell, disegnatore francese (n. 1845)
- 1918 - İbrahim Hakkı Pascha, politico e ambasciatore ottomano (n. 1862)
- 1919 - Karl Brugmann, linguista e filologo tedesco (n. 1849)
- 1919 - José Gregorio Hernández, medico venezuelano (n. 1864)
- 1919 - Aleksandr Frantsevič Ragoza, generale ucraino (n. 1858)
- 1921 - Rino Daus, politico italiano (n. 1900)
- 1921 - Otto Seeck, storico tedesco (n. 1850)
- 1922 - Paul Decauville, imprenditore francese (n. 1846)
- 1922 - Ermanno Menichetti, fantino italiano (n. 1880)
- 1922 - Carlo Pietropaoli, arcivescovo cattolico italiano (n. 1857)
- 1923 - Fritz Mauthner, filosofo e scrittore austro-ungarico (n. 1849)
- 1923 - James Reid, medico scozzese (n. 1849)
- 1925 - Julie Laurberg, fotografa e regista danese (n. 1856)
- 1925 - Sceicco Said, religioso curdo (n. 1865)
- 1927 - Lodovico Barbieri, militare e politico italiano (n. 1843)
- 1928 - Álvaro de Castro, politico portoghese (n. 1878)
- 1929 - Edward Carpenter, scrittore e poeta inglese (n. 1844)
- 1929 - Friedrich Dahl, zoologo e aracnologo tedesco (n. 1856)
- 1930 - Émile Billard, velista francese (n. 1852)
- 1930 - Johannes Fabry, dermatologo tedesco (n. 1860)
- 1930 - Jozef Janssens, pittore belga (n. 1854)
- 1932 - Jean Paul Vuillemin, micologo francese (n. 1861)
- 1932 - William Ward, II conte di Dudley, politico britannico (n. 1867)
- 1933 - Roscoe Arbuckle, attore, produttore cinematografico e regista statunitense (n. 1887)
- 1933 - Edmund Edward Fournier d'Albe, fisico irlandese (n. 1868)
- 1934 - Zaro Ağa, supercentenario turco
- 1934 - Francesco Gerbaldi, matematico italiano (n. 1858)
- 1935 - Epaminondas Nunes de Ávila e Silva, vescovo cattolico brasiliano (n. 1869)
- 1936 - Gaetano Grippi, calciatore italiano (n. 1897)
- 1936 - Luigi Manini, scenografo e architetto italiano (n. 1848)
- 1936 - Ettore Petrolini, attore, cabarettista e cantante italiano (n. 1884)
- 1937 - Adrien Buttafocchi, ciclista su strada francese (n. 1907)
- 1937 - Silvio Longhi, magistrato e giurista italiano (n. 1865)
- 1939 - Cavendish Morton, attore, fotografo e regista britannico (n. 1874)
- 1940 - Paul Klee, pittore tedesco (n. 1890)
- 1940 - Nikolaj Nikolaevič Suchanov, rivoluzionario, economista e giornalista russo (n. 1882)
- 1940 - Raymond Unwin, architetto e urbanista britannico (n. 1863)
- 1941 - Laura Clay, attivista, oratrice e politica statunitense (n. 1849)
- 1941 - Giovanni Pietro Eligio Gorio, politico italiano (n. 1872)
- 1941 - Ignacy Jan Paderewski, pianista, compositore e politico polacco (n. 1860)
- 1941 - Jakym Sen'kivs'kyj, presbitero ucraino (n. 1896)
- 1941 - Zinaida Vengerova, critica letteraria e traduttrice russa (n. 1867)
- 1942 - James W. Horne, regista cinematografico, sceneggiatore e attore statunitense (n. 1881)
- 1942 - Francesco Scaduto, giurista e politico italiano (n. 1858)
- 1943 - Daisy Cornwallis-West, socialite britannica (n. 1873)
- 1944 - Guido Alberto Alfieri, ufficiale italiano (n. 1904)
- 1944 - Fratelli Brancondi, attivista e antifascista italiano (n. 1906)
- 1944 - Adolf Diekmann, militare e criminale di guerra tedesco (n. 1914)
- 1944 - Luigi Giambene, esperantista e teologo italiano (n. 1866)
- 1944 - Italo Rossi, partigiano italiano (n. 1914)
- 1944 - Modesta Rossi, partigiana italiana (n. 1914)
- 1944 - Mario Todesco, partigiano italiano (n. 1908)
- 1944 - Mathilde de Morny, nobile, pittrice e scultrice francese (n. 1863)
- 1945 - Anton Graf von Arco auf Valley, nobile, terrorista e assassino tedesco (n. 1897)
- 1945 - Riccardo Versari, medico e politico italiano (n. 1865)
- 1946 - Francesco Blando, calciatore italiano (n. 1901)
- 1946 - Miroslav Filipović-Majstorović, religioso e militare croato (n. 1915)
- 1946 - Frank Hadow, tennista e crickettista britannico (n. 1855)
- 1947 - Pavol Jantausch, vescovo cattolico slovacco (n. 1870)
- 1947 - Orla Jørgensen, ciclista su strada danese (n. 1904)
- 1948 - Ciril Kotnik, diplomatico jugoslavo (n. 1895)
- 1950 - Melitta Bentz, inventrice tedesca (n. 1873)
- 1951 - Serse Coppi, ciclista su strada italiano (n. 1923)
- 1951 - John Olliff, tennista e giornalista britannico (n. 1908)
- 1952 - Alfred Braunschweiger, tuffatore tedesco (n. 1885)
- 1953 - Federico Hermanin, critico d'arte e museologo italiano (n. 1868)
- 1954 - Luigi Gasparotto, politico e avvocato italiano (n. 1873)
- 1954 - Lucio e Giuseppe Lozza, imprenditore, inventore e dirigente d'azienda italiano (n. 1877)
- 1954 - Thorsten Svensson, calciatore svedese (n. 1901)
- 1954 - Tang Enbo, generale cinese (n. 1898)
- 1955 - Grigorij Aleksandrovič Gamburcev, sismologo russo (n. 1903)
- 1955 - Ernst Legal, attore e regista teatrale tedesco (n. 1881)
- 1956 - Max Emmerich, multiplista e ginnasta statunitense (n. 1879)
- 1957 - Sidney Godley, militare britannico (n. 1889)
- 1958 - Grace Elvina Hinds, statunitense (n. 1879)
- 1959 - Egidio Brugola, imprenditore e inventore italiano (n. 1901)
- 1959 - Giovanni Daraio, scrittore e presbitero italiano (n. 1873)
- 1959 - Geert Lotsij, canottiere olandese (n. 1878)
- 1959 - Paul Rosenberg, mercante d'arte e gallerista francese (n. 1881)
- 1959 - Italo Mario Sacco, sindacalista e politico italiano (n. 1886)
- 1960 - Dimples Cooper, attrice, ballerina e cantante filippina (n. 1914)
- 1960 - Carl Otto von Eicken, medico tedesco (n. 1873)
- 1960 - William Grebe, schermidore statunitense (n. 1869)
- 1960 - Karl Lindahl, ginnasta svedese (n. 1890)
- 1960 - Albert Matterstock, attore tedesco (n. 1911)
- 1960 - Antonio Misceo, sindacalista italiano (n. 1878)
- 1960 - Giuseppe Rizzi, calciatore italiano (n. 1886)
- 1961 - Anna Capodaglio, attrice italiana (n. 1879)
- 1961 - Elof Ericsson, politico svedese (n. 1887)
- 1961 - Georges Guillain, neurologo francese (n. 1876)
- 1964 - Eric Dolphy, polistrumentista e compositore statunitense (n. 1928)
- 1965 - Pietro Adinolfi, politico, avvocato e giornalista italiano (n. 1884)
- 1965 - Eric Backman, mezzofondista svedese (n. 1896)
- 1965 - Ernst Bernhard, psicoanalista, pediatra e astrologo tedesco (n. 1896)
- 1967 - Primo Carnera, pugile, lottatore e attore italiano (n. 1906)
- 1967 - Bert Glennon, direttore della fotografia statunitense (n. 1893)
- 1967 - Renzo Laconi, politico italiano (n. 1916)
- 1967 - José Leitão de Barros, regista, sceneggiatore e montatore portoghese (n. 1896)
- 1967 - Jayne Mansfield, attrice e showgirl statunitense (n. 1933)
- 1968 - Paddy Driscoll, giocatore di baseball, allenatore di football americano e giocatore di football americano statunitense (n. 1896)
- 1968 - Manlio Nistri, attore teatrale, regista e scenografo italiano (n. 1909)
- 1969 - Moise Ciombe, politico della Repubblica Democratica del Congo (n. 1919)
- 1969 - Poul Hartmann, canottiere danese (n. 1878)
- 1969 - Roger Lumley, XI conte di Scarbrough, generale e politico inglese (n. 1896)
- 1969 - Francesco Mottola, presbitero italiano (n. 1901)
- 1969 - Joseph Trương Cao Đại, vescovo cattolico vietnamita (n. 1913)
- 1970 - Stefan Andres, scrittore tedesco (n. 1906)
- 1970 - Hank Bruder, giocatore di football americano statunitense (n. 1907)
- 1970 - Günther Messner, alpinista e esploratore italiano (n. 1946)
- 1970 - Edwin Morris, generale britannico (n. 1889)
- 1970 - Salvador de la Plaza, politico e sindacalista venezuelano (n. 1896)
- 1971 - Néstor Mesta Chaires, tenore messicano (n. 1908)
- 1971 - Antonio Muolo, militare italiano (n. 1950)
- 1972 - Giulio Confalonieri, musicologo, compositore e pianista italiano (n. 1896)
- 1972 - Riccardo Gatti, ceramista e scultore italiano (n. 1886)
- 1973 - Germán Valdés, attore, cantante e comico messicano (n. 1915)
- 1973 - Leonardo Henrichsen, giornalista argentino (n. 1940)
- 1973 - Cecil Holland, attore e truccatore britannico (n. 1887)
- 1973 - Enrico Volterra, ingegnere italiano (n. 1905)
- 1974 - William Coltman, militare britannico (n. 1891)
- 1974 - José Maria Ferreira de Castro, scrittore portoghese (n. 1898)
- 1974 - Luciano De Feo, critico cinematografico italiano (n. 1894)
- 1975 - Tim Buckley, cantautore statunitense (n. 1947)
- 1975 - Hans Furler, avvocato e politico tedesco (n. 1904)
- 1975 - Ernesto Ragionieri, storico italiano (n. 1926)
- 1975 - Umberto Renica, calciatore italiano (n. 1921)
- 1975 - Dionisio Ridruejo, poeta, scrittore e politico spagnolo (n. 1912)
- 1975 - Giuseppe Soresina, calciatore italiano (n. 1894)
- 1976 - Gualtiero Galmanini, architetto e designer italiano (n. 1909)
- 1976 - Josef Straka, canottiere cecoslovacco (n. 1904)
- 1977 - Mario Fubini, critico letterario italiano (n. 1900)
- 1977 - György Kutasi, pallanuotista ungherese (n. 1910)
- 1977 - Magda Lupescu, rumena (n. 1895)
- 1977 - José Vanzzino, calciatore uruguaiano (n. 1893)
- 1977 - Giovanni Ziggiotto, pilota motociclistico italiano (n. 1954)
- 1978 - Baldassarre Buffa, psichiatra e politico italiano (n. 1916)
- 1978 - André Chapelon, ingegnere francese (n. 1892)
- 1978 - Bob Crane, attore statunitense (n. 1928)
- 1978 - Aldo Ferraresi, violinista italiano (n. 1902)
- 1978 - Edoardo Malusardi, politico e sindacalista italiano (n. 1889)
- 1979 - Lowell George, chitarrista statunitense (n. 1945)
- 1979 - Vilho Niittymaa, discobolo, martellista e pesista finlandese (n. 1896)
- 1979 - Francis Wilfred de Guingand, generale britannico (n. 1900)
- 1979 - Blas de Otero, poeta spagnolo (n. 1916)
- 1980 - Jorge Basadre, storico peruviano (n. 1903)
- 1981 - Carlo Domenici, pittore italiano (n. 1897)
- 1981 - Russell Drysdale, pittore australiano (n. 1912)
- 1981 - Antero Kivi, discobolo finlandese (n. 1904)
- 1981 - Karel Kuhn, cestista cecoslovacco (n. 1915)
- 1981 - Robert T'Sas, schermidore belga (n. 1903)
- 1982 - Pierre Balmain, stilista francese (n. 1914)
- 1982 - Antonino Burrafato, poliziotto italiano (n. 1933)
- 1982 - Luigi Caburri, calciatore italiano (n. 1915)
- 1982 - Henry King, regista, attore e sceneggiatore statunitense (n. 1886)
- 1982 - Piero Meriggi, linguista italiano (n. 1899)
- 1982 - Bernhard Rogge, ammiraglio tedesco (n. 1899)
- 1982 - Masaharu Taguchi, nuotatore giapponese (n. 1916)
- 1983 - Joe Delaney, giocatore di football americano statunitense (n. 1958)
- 1983 - John Nordin, ingegnere svedese (n. 1887)
- 1984 - Victor Bodson, politico lussemburghese (n. 1902)
- 1984 - Herbert A.E. Böhme, attore e doppiatore tedesco (n. 1897)
- 1984 - Henri Fabre, aviatore e ingegnere aeronautico francese (n. 1882)
- 1984 - Lew Hayman, allenatore di football americano, dirigente sportivo e allenatore di pallacanestro statunitense (n. 1908)
- 1984 - Audrey Richards, antropologa britannica (n. 1899)
- 1984 - Cesare Zappulli, giornalista e politico italiano (n. 1915)
- 1985 - Andrzej Kijowski, scrittore e critico letterario polacco (n. 1928)
- 1986 - Bruno Bianchi, sindacalista e politico italiano (n. 1909)
- 1986 - Jack Christiansen, giocatore di football americano e allenatore di football americano statunitense (n. 1928)
- 1986 - Robert Drivas, attore e regista teatrale statunitense (n. 1938)
- 1986 - Carlo Maria Franzero, scrittore e giornalista italiano (n. 1892)
- 1986 - Dusolina Giannini, soprano statunitense (n. 1902)
- 1986 - Dino Limoni, politico italiano (n. 1912)
- 1987 - Elizabeth Cotten, cantante, musicista e compositrice statunitense (n. 1893)
- 1987 - Antonio Janni, allenatore di calcio e calciatore italiano (n. 1904)
- 1987 - Ēriks Pētersons, calciatore e hockeista su ghiaccio lettone (n. 1909)
- 1988 - Tengku Afzan, sovrana malese (n. 1932)
- 1989 - Mario Melloni, giornalista e politico italiano (n. 1902)
- 1990 - Irving Wallace, scrittore statunitense (n. 1916)
- 1991 - Henri Lefebvre, filosofo, sociologo e geografo francese (n. 1901)
- 1991 - Margaret Suckley, archivista statunitense (n. 1891)
- 1992 - Mohamed Boudiaf, politico algerino (n. 1919)
- 1992 - Euro Bulfoni, attore teatrale italiano (n. 1937)
- 1992 - Richard Damon Lines, astronomo statunitense (n. 1916)
- 1992 - François Ludo, calciatore francese (n. 1930)
- 1992 - Piero Maccaferri, pittore italiano (n. 1916)
- 1992 - Riccardo Marchi, scrittore e giornalista italiano (n. 1897)
- 1992 - Mario Rossi, direttore d'orchestra italiano (n. 1902)
- 1993 - Héctor Lavoe, cantante portoricano (n. 1946)
- 1994 - Aldo Beolchini, generale e partigiano italiano (n. 1906)
- 1994 - Jack Unterweger, serial killer austriaco (n. 1950)
- 1994 - Aarón Wergifker, calciatore brasiliano (n. 1914)
- 1995 - Jules Cottenier, calciatore francese (n. 1904)
- 1995 - Sicco Leendert Mansholt, partigiano, agricoltore e politico olandese (n. 1908)
- 1995 - Ivan Prebeg, pugile jugoslavo (n. 1933)
- 1995 - Roy Rowland, regista, produttore cinematografico e produttore televisivo statunitense (n. 1910)
- 1995 - Lana Turner, attrice statunitense (n. 1920)
- 1996 - Cesare Cevenini, calciatore italiano (n. 1899)
- 1996 - Richard Krebs, velocista tedesco (n. 1906)
- 1996 - Hillevi Rombin, modella svedese (n. 1933)
- 1997 - William Hickey, attore statunitense (n. 1927)
- 1997 - Petey Rosenberg, cestista statunitense (n. 1918)
- 1998 - Gaetano Capasso, religioso e scrittore italiano (n. 1927)
- 1998 - Jess Hahn, attore statunitense (n. 1921)
- 1999 - Allan Carr, produttore cinematografico e sceneggiatore statunitense (n. 1937)
- 1999 - Georges Hourdin, giornalista e saggista francese (n. 1899)
- 1999 - Walter Johnson, giocatore di football americano e wrestler statunitense (n. 1942)
- 1999 - Karekin I, vescovo cristiano orientale siriano (n. 1932)
- 1999 - Declan Mulholland, attore britannico (n. 1932)
- 2000 - Vittorio Gassman, attore e regista italiano (n. 1922)
- 2000 - Germaine Montero, attrice e cantante francese (n. 1909)
- 2000 - Arnie Weinmeister, giocatore di football americano canadese (n. 1923)

## XXI secolo(143)
- 2001 - Ettore Gallo, partigiano e giurista italiano (n. 1914)
- 2001 - Wau Holland, informatico tedesco (n. 1951)
- 2001 - Massimo V Hakim, patriarca cattolico egiziano (n. 1908)
- 2001 - Silvio Oddi, cardinale e arcivescovo cattolico italiano (n. 1910)
- 2001 - Benedikt Posch, giornalista e editore austriaco (n. 1922)
- 2002 - Rosemary Clooney, attrice e cantante statunitense (n. 1928)
- 2002 - Luca Crippa, pittore italiano (n. 1922)
- 2002 - Ole-Johan Dahl, scienziato e informatico norvegese (n. 1931)
- 2002 - Gene Kan, programmatore britannico (n. 1976)
- 2003 - Rod Amateau, regista e sceneggiatore statunitense (n. 1923)
- 2003 - Katharine Hepburn, attrice statunitense (n. 1907)
- 2004 - Paola Cagnoni, orientalista e iamatologa italiana (n. 1940)
- 2004 - Mohammad Ranjbar, calciatore e allenatore di calcio iraniano (n. 1935)
- 2004 - Primo Zuccotti, ciclista su strada italiano (n. 1915)
- 2005 - Tony D'Amario, attore francese (n. 1961)
- 2005 - Marc Freiberger, cestista statunitense (n. 1928)
- 2005 - Bruce Malmuth, regista e attore statunitense (n. 1934)
- 2005 - Vincenzo Perruchon, fondista italiano (n. 1921)
- 2006 - Fernando Barbiero, politico e medico italiano (n. 1923)
- 2006 - Jim McNab, calciatore scozzese (n. 1940)
- 2006 - Tadao Ōnishi, calciatore giapponese (n. 1943)
- 2006 - Don Putman, cestista statunitense (n. 1922)
- 2006 - Lloyd Richards, regista canadese (n. 1919)
- 2006 - Marco Terragni, imprenditore e inventore italiano (n. 1930)
- 2006 - F. Mark Wyatt, agente segreto statunitense (n. 1920)
- 2007 - Cai Yanxiong, cestista cinese (n. 1915)
- 2007 - Shoshana Rivner, nuotatrice israeliana (n. 1938)
- 2007 - Fred Saberhagen, autore di fantascienza statunitense (n. 1930)
- 2007 - Alojzij Šuštar, arcivescovo cattolico sloveno (n. 1920)
- 2007 - Edward Yang, regista e sceneggiatore taiwanese (n. 1947)
- 2008 - Hans Caninenberg, attore tedesco (n. 1913)
- 2008 - Goffredo Colombi, calciatore italiano (n. 1919)
- 2008 - Don S. Davis, attore statunitense (n. 1942)
- 2008 - Franco Prete, scrittore e poeta italiano (n. 1933)
- 2008 - Alberto Tassotti, fondista e combinatista nordico italiano (n. 1918)
- 2008 - Guido Zangari, giurista italiano (n. 1932)
- 2009 - Harry McIlvenny, calciatore inglese (n. 1922)
- 2009 - Jean-Paul Roux, storico, turcologo e islamista francese (n. 1925)
- 2009 - Jan Rubeš, cantante lirico e attore ceco (n. 1920)
- 2009 - Paul Vrind, cestista olandese (n. 1968)
- 2010 - Rudolf Leopold, collezionista d'arte austriaco (n. 1925)
- 2010 - Ladislav Mišta, scacchista ceco (n. 1943)
- 2010 - Marcello Pagnini, critico letterario e anglista italiano (n. 1921)
- 2010 - Gunars Saliņš, scrittore lettone (n. 1924)
- 2010 - Pietro Taricone, attore e personaggio televisivo italiano (n. 1975)
- 2011 - José Luis Areta, calciatore spagnolo (n. 1933)
- 2011 - Carlos Diarte, calciatore e allenatore di calcio paraguaiano (n. 1954)
- 2011 - Bernhard Frank, militare tedesco (n. 1913)
- 2011 - Julien Gaelens, ciclista su strada belga (n. 1939)
- 2011 - Stefano Gobbi, presbitero italiano (n. 1930)
- 2011 - Kaya Köstepen, calciatore turco (n. 1934)
- 2011 - Ettore Luzzatto, ingegnere chimico e scrittore italiano (n. 1914)
- 2011 - Domenico Pecile, vescovo cattolico italiano (n. 1922)
- 2011 - Lubomír Tesáček, mezzofondista cecoslovacco (n. 1957)
- 2012 - Eric Gaudibert, compositore svizzero (n. 1936)
- 2012 - Sergio Ghiatto, canottiere italiano (n. 1928)
- 2012 - Verna Harrah, produttrice cinematografica statunitense (n. 1944)
- 2012 - Graham Horn, calciatore inglese (n. 1954)
- 2012 - Carlos Alberto Martins Cavalheiro, calciatore brasiliano (n. 1932)
- 2012 - Luigi Candido Rosati, politico italiano (n. 1914)
- 2013 - Roberto Daolio, critico d'arte italiano (n. 1948)
- 2013 - Margherita Hack, astrofisica, divulgatrice scientifica e attivista italiana (n. 1922)
- 2013 - Jim Kelly, attore e karateka statunitense (n. 1946)
- 2013 - Ryūtarō Nakamura, regista e animatore giapponese (n. 1955)
- 2014 - Paul Horn, flautista e sassofonista statunitense (n. 1930)
- 2014 - Avraham Kalmi, calciatore israeliano (n. 1939)
- 2014 - Don Matheson, attore televisivo statunitense (n. 1929)
- 2014 - Mahir Abd al-Rashid, generale iracheno (n. 1942)
- 2015 - Marcello Bucci, politico italiano (n. 1952)
- 2015 - Josef Masopust, calciatore e allenatore di calcio cecoslovacco (n. 1931)
- 2015 - Charles Pasqua, politico francese (n. 1927)
- 2015 - Luis Paz, calciatore colombiano (n. 1942)
- 2015 - Renato Pigliacampo, scrittore, poeta e pedagogista italiano (n. 1948)
- 2015 - Jackson Vroman, cestista statunitense (n. 1981)
- 2016 - Elechi Amadi, scrittore nigeriano (n. 1934)
- 2016 - Gaetano Capasso, ingegnere italiano (n. 1947)
- 2016 - James Cooley, matematico statunitense (n. 1926)
- 2016 - Francesco D'Alessio, politico e avvocato italiano (n. 1922)
- 2016 - Louis Desgranges, calciatore francese (n. 1935)
- 2016 - Kiichirō Furukawa, astronomo giapponese (n. 1929)
- 2016 - Carl Haas, pilota automobilistico e imprenditore statunitense (n. 1929)
- 2016 - Rolando Howell, cestista statunitense (n. 1982)
- 2017 - Eudoro Fanti, politico italiano (n. 1926)
- 2017 - John Monckton, nuotatore australiano (n. 1938)
- 2017 - Marrion Roe, nuotatrice neozelandese (n. 1935)
- 2018 - Matt Cappotelli, wrestler statunitense (n. 1979)
- 2018 - Arvid Carlsson, medico e neuroscienziato svedese (n. 1923)
- 2018 - Giuseppe Rocco Favale, vescovo cattolico italiano (n. 1935)
- 2018 - Catherine Gillies, criminale statunitense (n. 1949)
- 2018 - Liliane Montevecchi, attrice, ballerina e cantante francese (n. 1932)
- 2018 - Derrick O'Connor, attore irlandese (n. 1941)
- 2018 - Enrico Scaravelli, poeta e drammaturgo italiano (n. 1928)
- 2018 - Irena Szewińska, velocista, lunghista e dirigente sportiva polacca (n. 1946)
- 2018 - Omar Vergara, schermidore argentino (n. 1943)
- 2018 - Wolf Werner, allenatore di calcio e calciatore tedesco (n. 1942)
- 2019 - Franco Berlanda, partigiano, architetto e urbanista italiano (n. 1921)
- 2019 - David Brink, pistard statunitense (n. 1947)
- 2019 - Gershon Dekel, cestista e allenatore di pallacanestro israeliano (n. 1943)
- 2019 - Florijana Ismaili, calciatrice svizzera (n. 1995)
- 2019 - Jeon Mi-seon, attrice sudcoreana (n. 1970)
- 2019 - Jesper Langberg, attore danese (n. 1940)
- 2019 - Guillermo Mordillo, fumettista e illustratore argentino (n. 1932)
- 2019 - Ilkka Nummisto, canoista finlandese (n. 1944)
- 2019 - Antonio Serena, velocista, dirigente sportivo e dermatologo italiano (n. 1932)
- 2019 - Giovanni Talami, calciatore italiano (n. 1955)
- 2019 - Michael Uchendu, cestista brasiliano (n. 1998)
- 2020 - Hachalu Hundessa, cantante e attivista etiope (n. 1986)
- 2020 - Johnny Mandel, compositore e arrangiatore statunitense (n. 1925)
- 2020 - Benny Mardones, cantante e musicista statunitense (n. 1946)
- 2020 - Svend Aage Rask, calciatore danese (n. 1935)
- 2020 - Carl Reiner, attore, comico e sceneggiatore statunitense (n. 1922)
- 2021 - Jock Aird, calciatore scozzese (n. 1926)
- 2021 - Delia Fiallo, scrittrice, sceneggiatrice e autrice televisiva cubana (n. 1924)
- 2021 - John Lawton, cantante britannico (n. 1946)
- 2021 - Giovanni Memmi, politico italiano (n. 1921)
- 2021 - Donald Rumsfeld, politico, militare e diplomatico statunitense (n. 1932)
- 2022 - Sonny Barger, criminale e scrittore statunitense (n. 1938)
- 2022 - Kenward Elmslie, poeta, librettista e paroliere statunitense (n. 1929)
- 2022 - Marte Ferrari, sindacalista e politico italiano (n. 1928)
- 2022 - Eeles Landström, politico e astista finlandese (n. 1932)
- 2022 - Emma Previato, matematica italiana (n. 1952)
- 2022 - David Weiss Halivni, rabbino, teologo e educatore statunitense (n. 1927)
- 2022 - María Rosa de Madariaga, storica spagnola (n. 1937)
- 2023 - Alan Arkin, attore e regista statunitense (n. 1934)
- 2023 - Marco Flavio Cirillo, politico italiano (n. 1960)
- 2023 - Francesco De Bartolomeis, pedagogista, critico d'arte e politico italiano (n. 1918)
- 2023 - Don Kennedy, conduttore radiofonico, conduttore televisivo e doppiatore statunitense (n. 1930)
- 2023 - Willie Christine King, scrittrice, insegnante e attivista statunitense (n. 1927)
- 2023 - Alysson Paulinelli, politico, agronomo e funzionario brasiliano (n. 1936)
- 2023 - Barry Phillips-Moore, tennista australiano (n. 1937)
- 2023 - Tapley Seaton, politico nevisiano (n. 1950)
- 2023 - Lilian Terry, cantante, compositrice e conduttrice televisiva italiana (n. 1930)
- 2023 - Angel Wagenstein, scrittore e regista bulgaro (n. 1922)
- 2024 - Lalla Latifa, principessa marocchina
- 2024 - Adolfo Bartoli, direttore della fotografia italiano (n. 1950)
- 2024 - Peter Collins, produttore discografico britannico (n. 1951)
- 2024 - Luciano Giovannetti, vescovo cattolico italiano (n. 1934)
- 2024 - Shi Ping, politico e supercentenario cinese (n. 1911)
- 2024 - Jacqueline de Jong, pittrice olandese (n. 1939)
- 2025 - Stuart Burrows, tenore britannico (n. 1933)
- 2025 - Giovanni Mongini, scrittore, produttore cinematografico e saggista italiano (n. 1944)
- 2025 - Alan Peacock, calciatore inglese (n. 1937)
- 2025 - Reidar Tessem, calciatore e allenatore di calcio norvegese (n. 1945)

## Senza anno specificato(2)
- Pietro, papa, vescovo e santo
- Siro di Genova, vescovo italiano